# DMB Dr. Dieter Murmann Beteiligungsgesellschaft
Die DMB Dr. Dieter Murmann Beteiligungsgesellschaft mbH ist eine Kieler Beteiligungsgesellschaft.
Einen Kern der Beteiligungsgesellschaft stellt der Kompressorenhersteller Sauer Compressors dar, dessen Vorgängergesellschaft, die Wilhelm Poppe GmbH, ab 1953 dem Fabrikanten Walter Murmann gehörte. Die Beteiligungsgesellschaft wurde 1986 von dessen Sohn Dieter Murmann gegründet.

## Unternehmen mit Zugehörigkeit zur Beteiligungsgesellschaft
- Sauer Compressors Group (Kompressoren), seit Gründung der DMB
- FEW Automotive Group (Elektrische Anschlüsse), seit 2012
- ERICHSEN – Mess- und Prüfgeräte. Seit 1910. (Mess- und Prüftechnik), seit 2013
- DBW Advanced Fiber Technologies Group (Faser- und Metallprodukte), seit 2017
- Messring (Crashtestanlagen), seit 2019
- Anschütz (Navigationssysteme für die Schifffahrt), seit 2023
- von 2008 bis 2020 war die Berthold Sichert Gruppe (Multifunktionsgehäuse für Telekommunikation) ein Portfoliounternehmen der Beteiligungsgesellschaft. Zum 31. Dezember 2020 wurde sie an einen anderen Konzern der Unternehmerfamilie abgegeben.
- von 2015 bis 2025 war Profilator (Präzisions-Werkzeugmaschinen) ein Portfoliounternehmen der Beteiligungsgesellschaft.[4]